# Tiebas-Muruarte de Reta
Tiebas-Muruarte de Reta là một đô thị trong tỉnh và cộng đồng tự trị Navarre, Tây Ban Nha. Đô thị này có diện tích là 21,7 ki-lô-mét vuông, dân số năm 2009 là 629 người với mật độ 28,99 người/km². Đô thị này có cự ly 14 km so với tỉnh lỵ Pamplona.